# Nassovia
Nassovia is een historisch Duits motorfietsmerk.
De bedrijfsnaam was: Wiesbadener Fahrrad GmbH, Wiesbaden.
Nassovia was een Duits merk dat alleen in 1925 motorfietsen bouwde. Er werden 2¾pk-Anzani-motoren ingebouwd.
In 1925 beëindigden juist ruim 150 kleine Duitse bedrijven de productie van motorfietsen, waarmee ze meestal pas in 1923 of 1924 begonnen waren. De meeste merken gebruikten inbouwmotoren van andere merken, maar de keuze voor de Anzani-motor was voor een Duits bedrijf zeker opmerkelijk omdat Anzani maar beperkt inbouwmotoren leverde en vooral aan Britse merken. Kleine merken als Nassovia konden geen dealernetwerk opbouwen en slechts in hun eigen regio verkopen. De concurrentie was zeer groot, vooral toen ook grotere bedrijven zoals BMW op grote schaal gingen produceren.